# Rhipidia (Rhipidia) polythrix
Rhipidia (Rhipidia) polythrix is een tweevleugelige uit de familie steltmuggen (Limoniidae). De soort komt voor in het Neotropisch gebied.